# Kanton Saint-Benoît-1
Der Kanton Saint-Benoît-1 ist seit 1991 ein französischer Wahlkreis im Arrondissement Saint-Benoît des Übersee-Départements Réunion. Er umfasst die Gemeinde La Plaine-des-Palmistes und einen Teil der Gemeinde Saint-Benoît.

## Gemeinden
| Gemeinde                | Einwohner 1. Januar 2022 | Fläche km² | Dichte Einw./km² | Code INSEE | Postleitzahl |
| ----------------------- | ------------------------ | ---------- | ---------------- | ---------- | ------------ |
| La Plaine-des-Palmistes | 6.920                    | 83,19      | 83               | 97406      | 97431        |
| Saint-Benoît            | 21.323                   | 144,81     | 147              | 97410      | 97470        |
| Kanton Saint-Benoît-1   | 28.243                   | 228,00     | 124              | 97407      | –            |

1. ↑   Nur der nordwestliche Teil der Gemeinde, der Rest gehört zum Kanton Saint-Benoît-2.